# 페로 4세

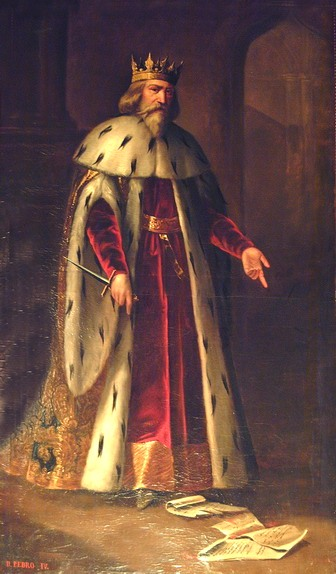
페로 4세

페로 4세(아라곤어: Pero IV d'Aragón)는 아라곤 왕국의 왕이다. 후에 마요르카 왕국의 왕 하우메 3세를 폐위시키고 마요르카의 페란 1세로 즉위하게 된다. 별명은 예식왕(o Ceremonioso).